# ديريك هاس (كاتب)
ديريك هاس (بالإنجليزية: Derek Haas)‏ هو كاتب وكاتب سيناريو أمريكي، ولد في 30 يونيو 1970.

## وصلات خارجية
- ديريك هاس على موقع IMDb (الإنجليزية)
- ديريك هاس على موقع قاعدة بيانات الفيلم (الإنجليزية)